# 1939游戏
1939游戏是冰岛的一家独立电子游戏开发公司，总部位于雷克雅未克。公司以开发二战题材数字卡牌游戏《Kards》闻名，该作品在Steam平台获得"特别好评"评价。

## 历史
2015年，前CCP Games核心成员伊瓦尔·克里斯蒂安松与古德蒙杜尔·克里斯蒂安松共同创立1939游戏。两人曾参与开发著名太空题材MMO游戏《星战前夜》。公司名称"1939"源自第二次世界大战爆发年份。
2019年3月，公司获得冰岛政府70万美元创新基金资助，同年4月在Steam平台推出《Kards》抢先体验版，首周即进入全球策略游戏畅销榜Top 10。

## 主要产品
- 《Kards》 - 二战题材卡牌游戏（2020）：结合传统卡牌玩法与二战历史背景的数字卡牌游戏，支持PC与移动端跨平台对战。采用虚幻引擎开发，卡面艺术融合历史宣传画与原创设计[5]。

## 融资与合作伙伴
2020年4月，公司完成190万美元A轮融资，投资方包括腾讯、London Venture Partners等机构。2021年与Epic Games达成发行合作，《Kards》登陆Epic游戏商店。